# HD 164595
Désignations
 HD 164595  est une étoile de type G située dans la constellation d'Hercule, à ∼ 92,1 a.l. (∼ 28,2 pc) de la Terre. Avec une magnitude apparente de 7,075, l'étoile peut être observée avec des jumelles à proximité de Véga dans la constellation de la Lyre.
HD 164595 possède une exoplanète connue, HD 164595 b, planète qui a une orbite excentrique de 40 jours autour de son étoile. Sa masse est de l'ordre de 16 Terres, un peu moins que Neptune.
Cette étoile a le même type spectral que le Soleil : G2V. Sa masse est égale à 0,99 masse solaire. Sa température de surface est très proche avec 5 790 K (comparés aux 5 778 K du Soleil). Sa métallicité est légèrement inférieure -0,06 et elle est légèrement plus jeune[réf. nécessaire] (4,5 milliards au lieu de 4,6 milliards d'années). Certains scientifiques[Qui ?] la qualifient en raison de sa ressemblance de « Soleil 2.0 ».[réf. nécessaire]